# Matthias Nolden

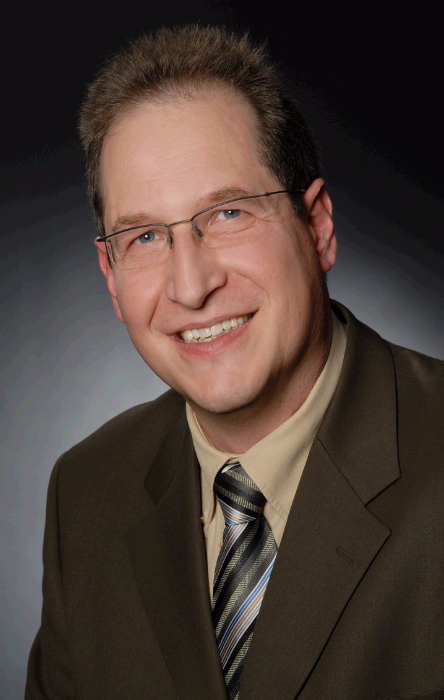
Matthias Nolden (2016)

Matthias Nolden (* 11. Januar 1964 in Düsseldorf) ist ein Unternehmensberater, Dozent und Autor.

## Leben
Nolden schloss 1992 sein Studium an der RWTH Aachen als Diplom-Informatiker ab und war anschließend über 15 Jahre in abwechselnden Führungspositionen bei der Siemens AG tätig. Zu seinen Aufgaben gehörte u. a. der Aufbau und die Leitung verschiedener Kompetenzcenter zur Markteinführung und Vermarktung neuer Produkte. Als Marketingleiter einer Dienstleistungseinheit hat er im Rahmen des konzernweiten Unternehmensprogramms die Innovationsinitiativen für den Telekommunikationsbereich koordiniert.
Seit 2008 ist Nolden als selbstständiger Unternehmensberater tätig. In diesem Zusammenhang hat er die „Innovations-Bilanz“ entwickelt, eine Methodik, mit deren Hilfe mittelständische Unternehmen ihre Innovationsfähigkeit untersuchen und verbessern sollen.
Nolden lebt in Jüchen (Nordrhein-Westfalen), ist verheiratet und Vater von zwei Kindern.

## Schriften
- Martin Kaschny, Matthias Nolden: Innovation and Transformation: Basics, Implementation and Optimization. Springer International, Cham 2018, ISBN 978-3-319-78523-3
- Martin Kaschny, Matthias Nolden, Siegfried Schreuder: Innovationsmanagement im Mittelstand: Strategien, Implementierung, Praxisbeispiele. Springer/Gabler, Wiesbaden 2015, ISBN 978-3-658-02545-8
- Matthias Nolden: ISDN und CTI – Basis für clevere Kommunikation. AWi Verlag, München 1997, ISBN 3-930493-06-3
- Heinz Kaschulla, Matthias Nolden: Lexikon Telekommunikation – Dienste und Technik. AWi Verlag, München 1995, ISBN 3-930493-04-7
- Wolfgang Bartelt, Matthias Nolden, Wolfgang Voigt: ISDN – Na und? Eine Entscheidungshilfe. AWi Verlag, München 1993, ISBN 978-3-930493-00-5

| Personendaten    | Personendaten                                   |
| ---------------- | ----------------------------------------------- |
| NAME             | Nolden, Matthias                                |
| KURZBESCHREIBUNG | deutscher Unternehmensberater, Dozent und Autor |
| GEBURTSDATUM     | 11. Januar 1964                                 |
| GEBURTSORT       | Düsseldorf                                      |